# Samuel Caldeira
Samuel José Rodrigues Caldeira (30 de novembro de 1985) é um ciclista, natural de Vila Nova de Cacela, profissional português cuja última corrida foi disputada ao serviço da W52-FC PORTO

## Palmarés
2010
- Grande Prémio Crédito Agrícola da Costa Azul, mais 2 etapas

2014
- 1 etapa da Volta ao Alentejo

2017
- 1 etapa da Volta a Portugal[1]

2019
- 1 etapa da Volta a Portugal[2]